# Ulrich Lauterbach
Ulrich Lauterbach (* 28. März 1911 in Schöneberg; † 1988 in Frankfurt am Main) war ein deutscher Theaterintendant, Regisseur und Hörspielleiter des Hessischen Rundfunks.

## Leben
Lauterbach wuchs in Breslau auf und besuchte dort das humanistische Johannes-Gymnasium in der Paradiesstraße. Unter seinen Lehrern war auch der Historiker Willy Cohn, der mit seinen Tagebüchern über den Untergang des Breslauer Judentums als einer der wichtigsten Zeitzeugen des Dritten Reiches gilt. Von 1930 bis 1932 besuchte Lauterbach die Schauspielschule Breslau unter der Leitung von Paul Barnay, zu seinen Lehrern gehörte dort auch der Filmregisseur Max Ophüls.
Von 1930 bis 1933 war Lauterbach Mitarbeiter der Schlesischen Funkstunde unter Friedrich Bischoff.
Lauterbach schrieb seine Dissertation über den dänischen Schriftsteller Herman Bang. Sie trägt den Titel: Herman Bang. Studien zum dänischen Impressionismus. Die Arbeit erschien 1937 in der Reihe Deutschkundliche Arbeiten. Reihe A. Band 7 bei Maruschke & Berendt in Breslau. Diese Arbeit ist bis heute die einzige in deutscher Sprache verfasste Monographie zu Herman Bang.
Nach 1945 war Lauterbach Geschäftsführer und später Chefdramaturg der neu gegründeten Augsburger Komödie, ab 1948 Intendant des Städtebundtheaters Hof.
Von 1955 bis 1976 war er Leiter der Hörspielabteilung des Hessischen Rundfunks.
Zu den unter der Regie von Ulrich Lauterbach entstandenen Hörspielen gehören unter anderem: Thomas Mann – Königliche Hoheit (Hörverlag), Charles Dickens – Die Pickwickier (Hörverlag), Miguel de Cervantes – Don Quijote, Bertolt Brecht – Die Dreigroschenoper, Richard Hughes – Gefahr (Das 1924 entstandene Werk gilt als erstes europäisches Original-Hörspiel), Hans Rothe – Besondere Kennzeichen: Kurzsichtig. Hörspiel um Georg Büchner, Heinrich von Kleist – Michael Kohlhaas (Hörverlag).
In späteren Jahren widmete sich Lauterbach der Gerhart-Hauptmann-Forschung. Für den Ullstein Verlag gab er bis 1983 die zehnbändige Ausgabe Gerhart Hauptmann: Das erzählerische Werk heraus. 1987 stellte er eine Gerhart-Hauptmann-Ausstellung für die Staatsbibliothek Preußischer Kulturbesitz unter dem Titel 1862–1946. Wirklichkeit und Traum zusammen.
Lauterbach war verheiratet und hatte zwei Kinder, sein Sohn ist der Schriftsteller Benjamin Lauterbach.

## Hörspiele (Auswahl)
- 1987: Adolf Schröder: Katzengeschrei – Regie: Ernst Jacobi (Kriminalhörspiel HR/SWF)